# Green card

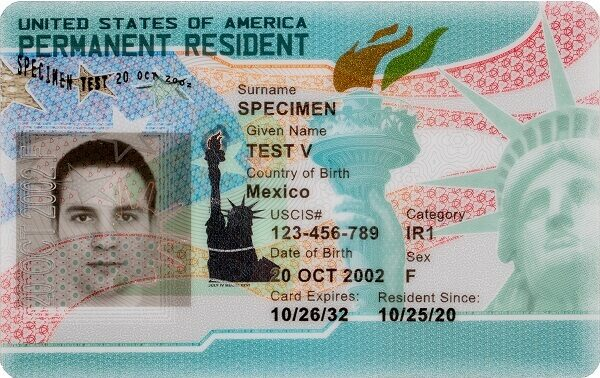
Amostra de um "Cartão de Residente Permanente" (frequentemente chamado de "cartão verde") dos Estados Unidos (2023)

O green card (literalmente "cartão verde", em inglês), oficialmente o US Permanent Resident Card ("Cartão de Residência Permanente dos Estados Unidos") é um visto permanente de imigração concedido pelas autoridades daquele país. Diferentemente dos outros tipos de vistos, ele não restringe ou limita as ações de quem o tem. Todos os outros tipos de visto são temporários e atrelados à sua especificidade, enquanto o green card é permanente e sem vínculos. Por exemplo, o visto de estudo não lhe permite trabalhar, o visto de trabalho só permite que se viva nos EUA enquanto se trabalhar para quem patrocinou o visto. Já o green card dá a quem o tem praticamente todos os direitos de um cidadão estadunidense. O portador do green card poderá sair e entrar nos Estados Unidos, trabalhar em qualquer região e estudar por preços mais acessíveis. A única restrição é não ficar mais de um ano ou sucessivos períodos muito longos fora dos Estados Unidos pois, como é um visto de imigração permanente, pressupõe-se que a pessoa que o possui deseja efetivamente fixar residência nos Estados Unidos.
Apesar do nome, o green card atualmente não é um cartão verde e sim branco. Anteriormente, o documento era verde, o que lhe conferiu o título.